# Орнітомантія
Орнітома́нтія (грец. ornithomanteia) — ворожіння за летом птахів.
Найбільше була розповсюджена у Фінікії та античному Римі, де вона мала майже релігійний сатус. Важливу роль відігравала також у релігії хуритів. 

## Сприятливі знаки
- Ворон, що каркає і подзьобує землю перед військовим загоном, предвіщує успіх у військовій справі.
- Побачити птаха проворуч.
- Чайка, що сідає на подорожній корабель.

## Несприятливі знаки
- Побачити птаха ліворуч.
- Чайка, що у польоті доторкнеться крилами людини